# Джон Барнс (футболіст)
Джон Барнс (англ. John Charles Barnes; нар. 7 листопада 1963, Кінгстон) — колишній англійський футболіст ямайського походження, півзахисник. По завершенні ігрової кар'єри — футбольний тренер.
Як гравець насамперед відомий виступами за клуби «Вотфорд» та «Ліверпуль», а також національну збірну Англії.

## Клубна кар'єра
Вихованець футбольної школи клубу «Седбері Корт».
У дорослому футболі дебютував 1981 року виступами за «Вотфорд», в якому провів шість сезонів, взявши участь у 233 матчах чемпіонату. Більшість часу, проведеного у складі «шершнів», був основним гравцем команди.
Своєю грою за команду привернув увагу представників тренерського штабу «Ліверпуля», до складу якого приєднався 9 червня 1987 року. Відіграв за мерсісайдців наступні десять сезонів своєї ігрової кар'єри. Граючи у складі «Ліверпуля» також здебільшого виходив на поле в основному складі команди. За цей час тричі виборював титул володаря Суперкубка Англії, став дворазовим володарем Кубка Англії та чемпіоном Англії.
Згодом, з 1997 по 1999 рік, грав у складі «Ньюкасл Юнайтед» та «Чарльтон Атлетик».
Завершив професійну ігрову кар'єру у клубі «Селтік», за який виступав протягом 1999—2000 років.

## Виступи за збірну
Попри те, що Джон народився на Ямайці і до 13 років там проживав, 1983 року він дебютував в офіційних матчах у складі національної збірної Англії. Протягом кар'єри у національній команді, яка тривала 13 років, провів у формі головної команди країни 79 матчів, забивши 12 голів.
У складі збірної був учасником чемпіонату світу 1986 року у Мексиці, чемпіонату Європи 1988 року у ФРН та чемпіонату світу 1990 року в Італії.

## Кар'єра тренера
Розпочав тренерську кар'єру, ще продовжуючи грати на полі, 1999 року, очоливши тренерський штаб клубу «Селтік».
Надалі очолював збірну Ямайки.
Наразі останнім місцем тренерської роботи був клуб «Транмер Роверз», який Джон Барнс очолював як головний тренер з 15 червня по 9 жовтня 2009 року і був звільнений через невдалі результати.

## Титули і досягнення

### Командні
Гравець
- Володар Суперкубка Англії (3):

«Ліверпуль»: 1988, 1989, 1990
- Володар Кубка Англії (2):

«Ліверпуль»: 1988-89, 1991-92
- Чемпіон Англії (1):

«Ліверпуль»: 1989-90
- Володар Кубка англійської ліги (1):

«Ліверпуль»: 1994-95
Тренер
- Переможець Карибського кубка: 2008

### Особисті
- Найкращий футболіст Англії за версією журналістів: 1988, 1990
- Найкращий футболіст Англії за версією гравців: 1988